# لودفيغ كارستن
لودفيغ كارستن (بالنرويجية البوكمول: Ludvig Karsten)‏ هو رسام نرويجي، ولد في 8 مايو 1876 في كريستيانية في النرويج، وتوفي في 19 أكتوبر 1926 في باريس في فرنسا.

## معرض صور

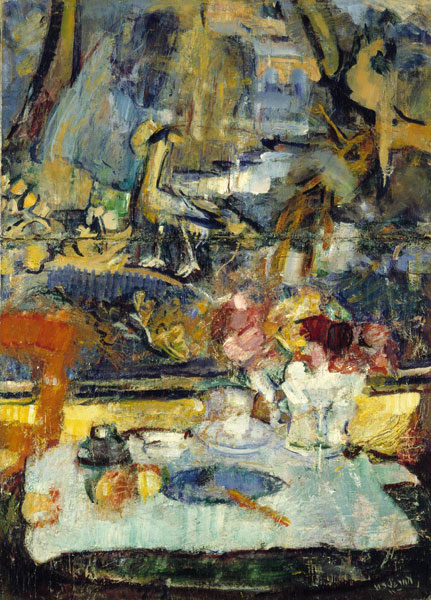
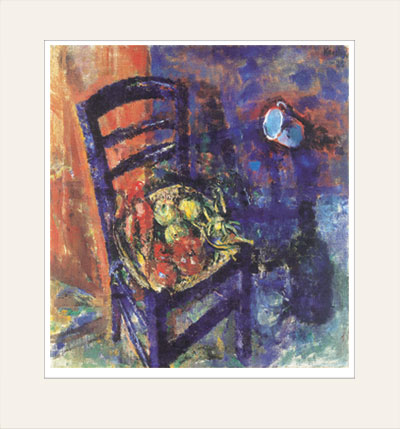
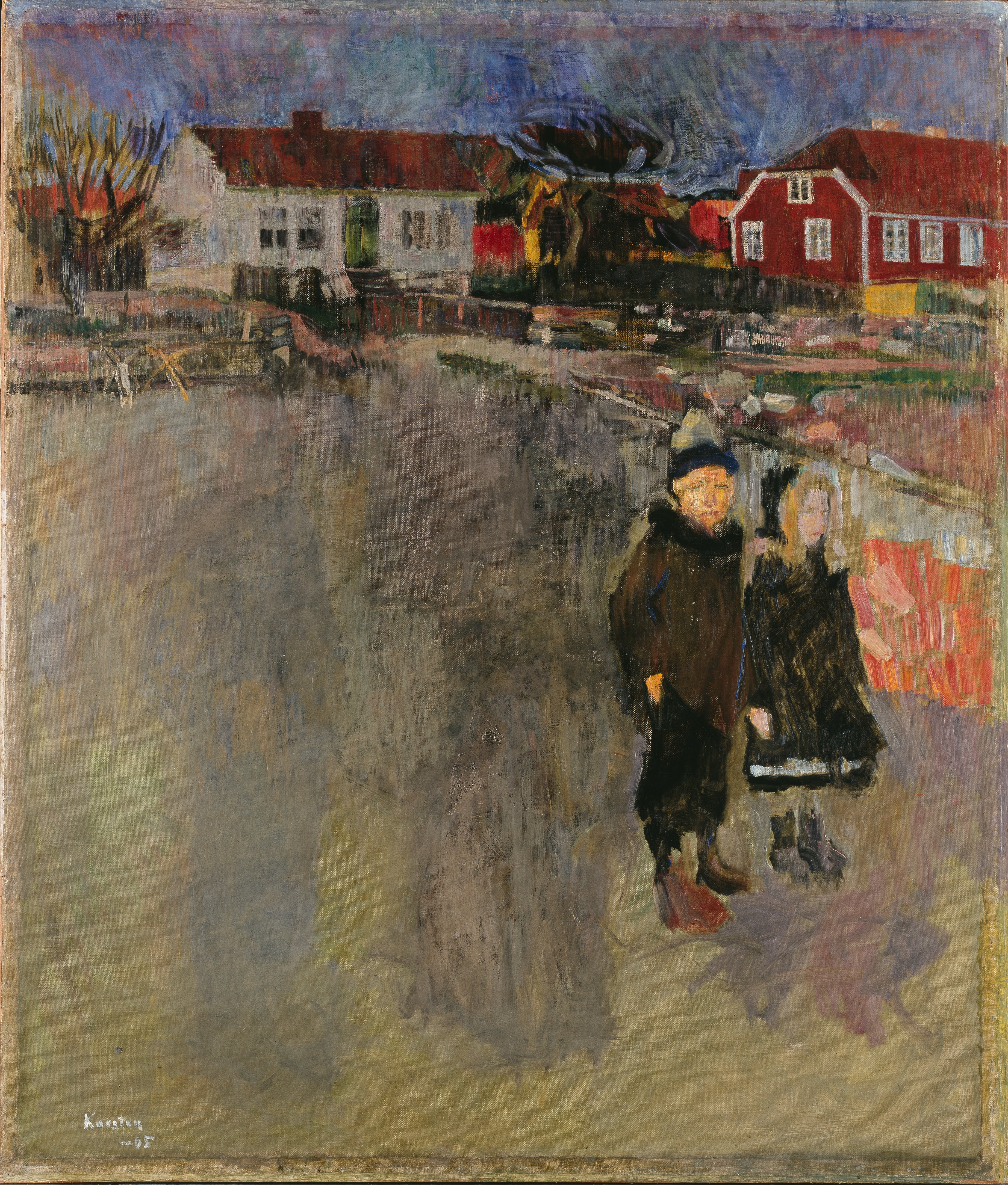